# 古典四重奏団
古典四重奏団（こてんしじゅうそうだん、伊: Quartetto Classico）は、日本の弦楽四重奏団。 
1986年、東京藝術大学および同大学院修了生により結成された。レパートリーは80数曲にのぼり、そのすべてを暗譜で演奏。研ぎ澄まされた集中力と温かく透明なハーモニーを持ち、作品へのアプローチは極めて独創的である。
全員がピリオド楽器の演奏もするが、古典四重奏団では通常のモダン楽器を使用する。
現在【ムズカシイはおもしろい!】【ショスタコーヴィチの自画像】【ハイドンの部屋】【音楽が見える! in 新百合ヶ丘】【音楽が見える! in 青葉台】を継続中、
レクチャーコンサート多数開催。
ニューヨークの鬼才スティーヴ・ライヒと日本人として初めて「ディファレント・トレインズ」を共演、ギリシア公演、ドイツ公演。
「村松賞」「文化庁芸術祭大賞」「文化庁芸術祭優秀賞」「東燃ゼネラル音楽賞(旧モービル音楽賞、現JXTG音楽賞)奨励賞」各受賞。
これまでに、ベートーヴェン後期（全4枚）、バッハ『フーガの技法』、シューベルト『死と乙女』、モーツァルト『ハイドン・セット』（全3枚）、バルトーク全6曲（2枚組プラス解説CD）リリース。2018年にショスタコーヴィチ全集（全5枚）をリリースし、2019年レコードアカデミー大賞および文化庁芸術祭大賞をダブル受賞。2013年6月12日、2017年から2022年にかけて笠懸野文化ホールおよび浜松市天竜壬生ホールで録音した、ベートーヴェン弦楽四重奏曲全集（全11枚）をリリース。

## メンバー
- 川原千真（かわはら ちま) ：第1ヴァイオリン
- 花崎淳生（はなざき あつみ) ：第2ヴァイオリン
- 三輪真樹（みわ まき) ：ヴィオラ
- 田崎瑞博（たさき みずひろ）：チェロ